# Solitaire (Kryptografie)
Solitaire, benannt nach dem Kartenspiel Solitaire, ist ein Verschlüsselungsalgorithmus, der von Bruce Schneier entwickelt wurde.
Dieser symmetrische Algorithmus verwendet zur Generierung des Schlüssels ein Kartenspiel mit 52 Karten plus zwei Jokern. Die Besonderheit sollte darin bestehen, dass der Algorithmus zwar relativ sicher ist, aber trotzdem „von Hand“ (ohne Computer oder andere technische Rechenhilfen) benutzt werden kann. Bereits kurz nach der Veröffentlichung wurde eine Schwachstelle des Algorithmus gefunden und veröffentlicht.